# Pepó Pál
Pepó Pál (Gyula, 1955. május 4. –) magyar agrármérnök, a mezőgazdaságtudomány kandidátusa (1993), egyetemi tanár, politikus, az MTA köztestületi tagja. 1998-2000 között az Első Orbán-kormány környezetvédelmi minisztere.

## Életpályája
Édesapja a Gyulai, majd az egyesítések után a Békéscsabai Állami Gazdaság termelési igazgatója volt. 1979-ben kitüntetéses mezőgazdasági mérnöki diplomát szerzett a debreceni Kossuth Lajos Tudományegyetemen, majd az intézmény oktatója lett. 1993-ban szerezte kandidátusát, szakterülete a kertészeti és növénytermesztési tudományok. 1998-ban a Független Kisgazdapárt színeiben indult az országgyűlési választásokon Hajdu-Bihar megyében. 1998-2000 között az Orbán kormány környezetvédelmi minisztere volt. Minisztersége után visszatért tanítani.
1979-től a Debreceni Egyetem Mezőgazdaság-, Élelmiszertudományi és Környezetgazdálkodási Karának oktatója, egyetemi tanára.

### Kutatási témái
- Búza, kukorica genetika nemesítés, biotechnológia, krioprezerváció, növénytechnológia fejlesztés
- Környezet- és természetvédelem
- Vetőmagtermesztés

### Magánélete
1983-tól nős, két gyermeke van: Terézia (1984) és Lilla (1985).